# Kaos Studios
Kaos Studios was een Amerikaans computerspelontwikkelaar. Het bedrijf was opgericht door THQ om first-person shooters te ontwikkelen en bestond uit werknemers van Trauma Studios. THQ liet op 13 juni 2011 weten dat Kaos Studios zou sluiten.

## Spellen
In de korte tijd dat Kaos Studios heeft bestaan heeft het twee spellen gemaakt.
| Titel                   | Releasedatum     | Platform                                   |
| ----------------------- | ---------------- | ------------------------------------------ |
| Frontlines: Fuel of War | 25 februari 2008 | Microsoft Windows, Xbox 360                |
| Homefront               | 18 maart 2011    | Microsoft Windows, Xbox 360, PlayStation 3 |